# Rosenbifrenaria
Rosenbifrenaria (Bifrenaria harrisoniae) är en medelstor brasiliansk orkidé inom gruppen litofyter som ibland även växer som epifyt. Den växer på kustnära, nästan vertikala klippor mot öster. Den är utsatt för starka vindar och nästan full sol mellan 200 och 700 meter över havet, där den får varma somrar och torra vintrar. Arten beskrevs först som Dendrobium harrisoniae, för att senare överföras till släktet Bifrenaria av Reichenbach 1854. Andra alternativa beteckningar för arten är Lycaste harrisoniae och Maxillaria harrisoniae.

## Beskrivning
Pseudobulberna är ovalt fyrkantiga, ofta rödbrun färgade mot tippen, med ett ensamt, läderartat, mörkgrönt blad från toppen. På försommaren kommer blommorna på en kort blomstängel från basen av årets lökar. Stängeln är kortare än bladen och bär en eller två doftande blommor. De hållbara, vaxartade blommorna kan vara mellan fem och sju cm tvärs över. Petaler och sepaler är vita med en vackert guldfärgad venering på sidoloberna. Läppen är vit som senare övergår i ljust gult, med mörkt röda markeringar och täckt med silkeslent hår. Under vissa förhållanden kan den blomma om efter ungefär en månad.

## Odling
Rosenbifrenaria växer bra monterad på bark om luftfuktigheten kan hållas tillräckligt hög och tillfredsställande vattning kan tillgodoses. I kruka används med fördel en mediumgrov barkkompost, mer lik de använda för Paphiopedilum än de för Cattleya. Gärna med en inblandning av grov mossa och perlite.  I sitt naturliga habitat växer den som litofyt i full sol eller som epifyt på låga buskar. Den föredrar antagligen lätt skugga och sval till varma växtförhållanden. Sommar dagstemperatur kan gå upp till 27 grader och ner till drygt 20 grader nattetid. Vintertid kan temperaturen ligga ungefär fem grader lägre. Under den svalare vintervilan föredrar den även minskad vattning. Det räcker med bara lätt vattning eller tillfälliga duschar under drygt två månader. Pseudobulberna bör krympa eller till och med skrumpna ihop lite. Framemot våren när de nya skotten kommer kan vattningen ökas igen. De nya skotten är känsliga för vatten på bladen. Under tillväxten föreslås en svag gödning, ungefär en fjärdedel till hälften av den rekommenderade dosen.